# أسطورة الذئب الأبيض
أسطورة الذئب الأبيض مسلسل رسوم متحركة كندي ويحكي المسلسل قصة ذئب أبيض يعيش في جبال تكسوها الثلوج وتتعرف عليه فتاة تدعى ويندي تبلغ من العمر 12 سنة وتنشأة بينهم صداقه حميمه .

## روابط خارجية
- أسطورة الذئب الأبيض على موقع IMDb (الإنجليزية)
- أسطورة الذئب الأبيض على موقع كينوبويسك (الروسية)
- أسطورة الذئب الأبيض على موقع ألو سيني (الفرنسية)
- أسطورة الذئب الأبيض على موقع قاعدة بيانات الفيلم (الإنجليزية)